# Confine tra Filippine e Indonesia
Il confine tra le Filippine e l'Indonesia è interamente marittimo e si trova principalmente sul mare di Celebes che separa i due paesi del sud-est asiatico come definito attraverso un accordo firmato da entrambe le parti nel 2014. Il confine è anche il confine della Zona economica esclusiva (ZEE) tra l'Indonesia e le Filippine, che è delimitato da otto punti di coordinate geografiche. Ha una lunghezza di 1.162 km che si estende tra il Mare di Celebes fino al Mare delle Filippine.

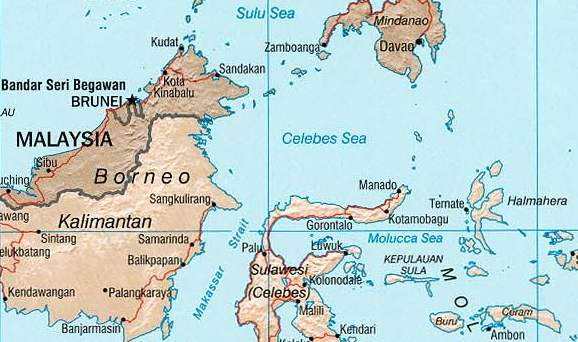
Mare di Celebes, tra Indonesia e Filippine

## Storia

### Disputa territoriale dell'isola di Miangas
Quando la Spagna cedette le Filippine agli Stati Uniti d'America attraverso il Trattato di Parigi del 1898, i confini marittimi delle Filippine furono tracciati in una linea rettangolare che fece risultare ambigui i confini marittimi dei territori vicini, compresa l'Indonesia colonizzata dagli olandesi. La disputa territoriale sorse nel 1906 quando l'allora governatore americano per la provincia di Moro, Leonard Wood, si recò sull'isola di Miangas Apprese che l'isola era stata rivendicata dalle Indie orientali olandesi dopo aver visto una bandiera olandese.
Nel marzo 1906, la questione fu deferita dal governo degli Stati Uniti ai Paesi Bassi tramite l'Aia. Nell'ottobre 1906, il ministero degli Esteri olandese rispose e spiegò i motivi per cui l'isola era inclusa nelle Indie orientali olandesi. Una causa legale venne depositata il 23 gennaio 1925 dai Paesi Bassi e dagli Stati Uniti alla Corte permanente di arbitrato, sotto un arbitro unico Max Huber della Svizzera. Il 4 aprile 1928 Huber decise l'isola faceva parte del territorio dei Paesi Bassi nella sua interezza. Quando l'Indonesia non fu più una colonia olandese e si trasformò in una repubblica, l'isola di Miangas divenne parte del suo territorio. Tuttavia, i confini marittimi che circondano l'isola e il confine tra le Filippine e l'Indonesia non erano chiari a causa della tecnicità.

### Negoziati sui confini marittimi
L'Indonesia e le Filippine firmarono entrambe la Convenzione delle Nazioni Unite sul diritto del mare (UNCLOS) del 1982. Alla fine, l'Indonesia contestò i territori marittimi delle Filippine come definiti dal Trattato di Parigi del 1898,affermando che la casella rettangolare disegnata nel trattato non seguiva l'UNCLOS. Le Filippine compresero la disputa da parte dell'Indonesia, ma furono inclini a rispettare il trattato di Parigi a causa delle pressioni interne.
Nel giugno 1994, i negoziati per risolvere la controversia sul confine tra i due paesi iniziarono durante la prima riunione di alti funzionari sulla delimitazione del confine marittimo a Manado, Indonesia. Dopo di che, i negoziati rimasero inattivi fino al 2003. Nel dicembre 2003, Arif Havas Oegroseno del Ministero degli Affari Esteri dell'Indonesia venne designato per riprendere i negoziati con le Filippine.Continuò i colloqui fino al 2010, quando il suo successore assunse il suo lavoro per negoziare la controversia sul confine marittimo. La serie di negoziati dal 1994 al 2014 venne gestita dal Gruppo di lavoro permanente congiunto sulle questioni marittime e oceaniche (JPWG-MOC) aiutato dai tre sottogruppi di lavoro e dal gruppo tecnico congiunto.

### Accordo
Con il progredire dei negoziati, le Filippine riconsiderarono la propria posizione da quella che è definita nel Trattato di Parigi del 1898 per conformarsi all'UNCLOS del 1982. L'8 marzo 2011 l'allora Segretario degli Affari Esteri filippino Alberto del Rosario e poi il ministro degli Esteri indonesiano Marty Natalegawa concordarono di accelerare i colloqui bilaterali firmando una Dichiarazione Congiunta che fu rilasciata durante la visita di Stato dell'allora Presidente delle Filippine Benigno Aquino III.
Dopo otto riunioni del JPWG-MOC, il 18 maggio 2014 a Giacarta, in Indonesia, è stato finalizzato un accordo sulla delimitazione dei confini marittimi. L'accordo è stato firmato il 23 maggio 2014 da Del Rosario e Natalegawa al Palazzo Malacañang. L'accordo sul confine marittimo è stato ratificato dal parlamento indonesiano il 27 aprile 2017 mentre era in attesa in seno alla commissione per le relazioni estere per il concorso al Senato delle Filippine al 30 luglio 2018. Il 3 giugno 2019, il Senato delle Filippine ha adottato una risoluzione che concorre alla ratifica dell'accordo di confine.

## Confine marittimo
La tabella seguente mostra i punti delle coordinate geografiche (utilizzando il WGS 84) come definito nell'accordo filippino e indonesiano sul confine della zona economica esclusiva firmato nel 2014.
| Punto | Longitudine (E) | Latitudine (N) |
| ----- | --------------- | -------------- |
| 1     | 119° 55' 34"    | 3° 06' 41"     |
| 2     | 121° 21' 31"    | 3° 26' 36"     |
| 3     | 122° 56' 03"    | 3° 48' 58"     |
| 4     | 124° 51' 17"    | 4° 57' 42"     |
| 5     | 125° 28' 20"    | 5° 02' 48"     |
| 6     | 127° 11' 42"    | 6° 25' 21"     |
| 7     | 128° 39' 02"    | 6° 24' 25"     |
| 8     | 129° 31' 31"    | 6° 24' 20"     |